# عیون العصافیر
عیون العصافیر (به عربی: عیون العصافیر) یک شهرداری در الجزایر است که در استان باتنه واقع شده‌است.